# Льюис, Грант
Грант Льюис (англ. Grant Lewis; род. 20 января 1985, Аппер-Сент-Клер, округ Аллегейни, Пенсильвания) — американский хоккеист, защитник. В настоящее время является игроком клуба «Блэк Уингз Линц», выступающего в Австрийской лиге.

## Карьера
Грант Льюис начал свою профессиональную карьеру в 2007 году в составе клуба АХЛ «Чикаго Вулвз», успешно выступая до этого в студенческих североамериканских лигах. За три года до этого на драфте НХЛ 2004 года он был выбран во 2 раунде под общим 40 номером клубом «Атланта Трэшерз». Подписав трёхлетний контракт с «Атлантой», в своём дебютном сезоне Грант провёл за фарм-клуб 45 матчей, в которых он набрал 16 (2+14) очков, внеся свой вклад в завоевание клубом Кубка Колдера.
2 марта 2009 года Льюис был впервые вызван в состав «Трэшерз», а на следующий день в домашнем матче против «Флориды Пантерз» он дебютировал в НХЛ. В игре, которая завершилась поражением «дятлов» со счётом 3:4, Грант провёл на площадке чуть более 15 минут, не набрав очков за результативность. Больше шансов сыграть в НХЛ он не получил, и спустя три дня был командирован обратно в «Чикаго», в составе которого в 54 матчах он набрал 22 (0+22) очка.
Сезон 2009/10 Льюис также начал в составе «Вулвз», но проведя 26 матчей, 10 марта 2010 года он был командирован в «Херши Бэрс», с которым во второй раз в своей карьере стал обладателем Кубка Колдера. 1 сентября 2010 года Грант был обменян в «Нэшвилл Предэйторз», однако весь сезон 2010/11 он провёл в составе фарм-клуба «Милуоки Эдмиралс», где в 58 матчах набрал 27 (8+19) очков.
21 июля 2011 года Льюис подписал двухлетний контракт с новичком Континентальной хоккейной лиги попрадским  «Левом». 12 сентября в матче против магнитогорского «Металлурга» Грант дебютировал в КХЛ. 21 октября в игре с рижским «Динамо» он набрал своё первое очко в лиге, сделав результативную передачу, а 4 ноября забросил первую шайбу в КХЛ в ворота чеховского «Витязя».

## Достижения
- Обладатель Кубка Колдера (2): 2008, 2010.

## Статистика выступлений
Последнее обновление: 25 августа 2013 года
|             |                     |             | Регулярный сезон | Регулярный сезон | Регулярный сезон | Регулярный сезон | Регулярный сезон | Регулярный сезон | Плей-офф | Плей-офф | Плей-офф | Плей-офф | Плей-офф | Плей-офф |
| Сезон       | Команда             | Лига        | Игр              | Г                | П                | Очк              | +/-              | Штр              | Игр      | Г        | П        | Очк      | +/-      | Штр      |
| ----------- | ------------------- | ----------- | ---------------- | ---------------- | ---------------- | ---------------- | ---------------- | ---------------- | -------- | -------- | -------- | -------- | -------- | -------- |
| 2002/03     | Питтсбург Фордж     | NAHL        | 50               | 2                | 7                | 9                | --               | 59               | —        | —        | —        | —        | —        | —        |
| 2003/04     | Дартмутский колледж | NCAA        | 34               | 3                | 22               | 25               | --               | 57               | —        | —        | —        | —        | —        | —        |
| 2004/05     | Дартмутский колледж | NCAA        | 33               | 5                | 17               | 22               | --               | 32               | —        | —        | —        | —        | —        | —        |
| 2005/06     | Дартмутский колледж | NCAA        | 29               | 4                | 11               | 15               | --               | 53               | —        | —        | —        | —        | —        | —        |
| 2006/07     | Дартмутский колледж | NCAA        | 24               | 1                | 14               | 15               | --               | 30               | —        | —        | —        | —        | —        | —        |
| 2007/08     | Чикаго Вулвз        | АХЛ         | 43               | 2                | 14               | 16               | +16              | 44               | 2        | 0        | 0        | 0        | --       | 2        |
| 2008/09     | Чикаго Вулвз        | АХЛ         | 54               | 0                | 22               | 22               | +17              | 72               | —        | —        | —        | —        | —        | —        |
| 2008/09     | Атланта Трэшерз     | НХЛ         | 1                | 0                | 0                | 0                | --               | 0                | —        | —        | —        | —        | —        | —        |
| 2009/10     | Чикаго Вулвз        | АХЛ         | 26               | 1                | 2                | 3                | -1               | 23               | —        | —        | —        | —        | —        | —        |
| 2009/10     | Херши Бэрс          | АХЛ         | 10               | 0                | 3                | 3                | +8               | 6                | 1        | 0        | 0        | 0        | -1       | 0        |
| 2010/11     | Милуоки Эдмиралс    | АХЛ         | 47               | 8                | 15               | 23               | +11              | 40               | 11       | 0        | 4        | 4        | +2       | 18       |
| 2011/12     | Лев Попрад          | КХЛ         | 45               | 1                | 6                | 7                | -8               | 32               | —        | —        | —        | —        | —        | —        |
| 2012/13     | Штраубинг Тайгерс   | DEL         | 46               | 9                | 16               | 25               | 5                | 52               | 1        | 0        | 0        | 0        | 0        | 0        |
| Всего в НХЛ | Всего в НХЛ         | Всего в НХЛ | 1                | 0                | 0                | 0                | --               | 0                | —        | —        | —        | —        | —        | —        |
| Всего в КХЛ | Всего в КХЛ         | Всего в КХЛ | 45               | 1                | 6                | 7                | -8               | 32               | —        | —        | —        | —        | —        | —        |